# Yehudit Sasportas
 (juillet 2013).
Yehudit Sasportas, née en 1969 à Ashdod, est une artiste contemporaine israélienne. Elle vit et travaille à Tel Aviv et à Berlin. Elle a remporté de nombreux prix pour son travail, parmi lesquels la Bourse Ingeborg Bachman en 1997, créée par Anselm Kiefer, et obtenu le prix de l'Art israélien en 1999, décerné par la Fondation Nathan Gottesdiener et le musée des beaux-arts de Tel Aviv. Yehudit Sasportas a représenté Israël pour la 52e édition de la Biennale de Venise en 2007 avec son installation « Les Gardiens du Seuil ». Elle a bénéficié de nombreuses expositions personnelles et collectives, principalement en Israël, aux États-Unis et en Europe.

## Biographie
Yehudit Sasportas est née à Ashdod en 1969. Elle est une artiste plasticienne, peintre, sculpteur et vidéaste israélienne. Dans son œuvre, elle s'inspire des éléments naturels, des paysages, des relations entre le conscient et l'inconscient, des arts appliqués et de l'architecture ou encore de son histoire familiale. Ses créations sont réalisées dans des matériaux et des supports différents, tels que des installations, des peintures, des assemblages, des sculptures ou encore des vidéos. 
Dans ses premiers travaux et installations, comme "Arisa" (1991) et "Trash-Can Scale" (À l'échelle d'une poubelle, 1996), elle a réalisé des sculptures en trompe-l'œil à l'image d'objets domestiques, comme des poubelles. Dans son œuvre "The Carpenter and the Seamstress" (2000, Tel Aviv Museum, of Art, Le Charpentier et la couturière), nommé d'après ses parents, qui étaient respectivement ébéniste et couturière de haute-couture, elle a créé une large installation en combinant la sculpture et le dessin. Depuis la décennie 2000, elle inclut dans son travail des évocations de la nature, essentiellement des images de bois, de marécages et de sables-mouvants, dans des dimensions concrètes ou métaphoriques et elle a également commencé à créer des œuvres dans le domaine de la vidéo.

## Formation
- 1988-1989 Institut des arts visuels, Beer-Sheva, Israël
- 1989-1993 Diplômée d'une licence d'arts plastiques (BFA), Académie Bezalel des arts et du design, Jérusalem, Israël
- 1993 Faculté des arts et des sciences, Cooper Union Academy of Art, New York, États-Unis
- 1997-1999 Master d'arts plastiques (MFA),Académie Bezalel des arts et du design, Jérusalem, Israël

## Prix
- 1991 Prix d'excellence Rosa Markin, Académie Bezalel des arts et du design, Jérusalem, Israël
- 1992 Bourse Nina Weiner, Fondation culturelle Amérique-Israël
- 1992 Prix Ehud Alhanani d'excellence académique, Département des beaux-arts, Académie Bezalel des arts et du design, Jérusalem, Israël
- 1993 Prix de Sculpture Roman Steinmann, Musée d'Art d'Herzliya, Yad-Labanim, Herzliya, Israël
- 1994 Bourse de la Fondation Sharett Foundation, Prix de sculpture Helena Rubinstein, Fondation culturelle Amérique-Israël
- 1996 Prix du Jeune artiste, Ministère israélien de l'Éducation et de la Culture
- 1996 Prix de Sculpture Kadishman, Fondation culturelle Amérique-Israël
- 1997 Bourse Ingeborg Bachmann, établie par Anselm Kiefer, Fondation Wolf
- 1999 Prix de l'Art Israélien, Fondation Nathan Gottesdiener, musée des beaux-arts de Tel Aviv
- 2000 Fondation Arthur Goldreich, Académie Bezalel des arts et du design, Jérusalem, Israël
- 2003 Artiste en Résidence, Fondation Binz, Nairs, Suisse
- 2003-2005 Artiste choisie, Fondation d'excellence culturelle d'Israël(ICExcellence)
- 2004-2005 Artiste en résidence, Künstlerhaus Bethanien, Allemagne

## Expositions personnelles
- 1994 Dessins, Maison des artistes, Jérusalem, Israël
- 1995 Mapping, Galerie Office in Tel Aviv, Tel Aviv-Jaffa, Israël
- 1996 Trash-can Scale « À l'échelle d'une poubelle ». 1995-96, Musée Janco-Dada, Ein Hod, Israël
- 1999 PVC 1999, Galerie Noga, Tel Aviv-Jaffa, Israël
- 2000 The Carpenter and the Seamstress, « Le Charpentier et la couturière », musée des beaux-arts de Tel Aviv, Tel Aviv, Israël
- 2001 The Carpenter and the Seamstress II, « Le Charpentier et la couturière II » Deitch Projects, New York, États-Unis
- 2001 How did it ever come so far..., « Comment cela a-t-il pu aller aussi loin... » Galerie EIGEN + ART Berlin, Allemagne
- 2002 The Archive, Artist`s Statement, « Les Archives. La déclaration de l'artiste » Galerie EIGEN + ART Cologne, Allemagne
- 2002 By the River, Matrix 200, « Par la rivière, Matrix 200 », Musée d'Art de Berkeley, Université de Californie, San Francisco, États-Unis
- 2003 The Swamp and the Magnetic Ants, « Le Marécage et les fourmis magnétiques » Galerie EIGEN + ART Leipzig, Allemagne
- 2004 The Guardian of the Pearl's Shadow 1, « Le Gardien de l'ombre de la perle » Galerie Sommer Contemporary Art, Tel Aviv
- 2004 Locher, Muellerhaus, Literatur und Sprache, « Locher, Muellerhaus, Littérature et Langage », Lenzburg, Suisse
- 2004 The Guardian of the Pearl's Shadow 2, « Le Gardien de l'ombre de la perle 2 » Galerie Tilton, Los Angeles, États-Unis
- 2005 The Cave Light, « La Lumière de la cave » Musée Leonhardi, Dresde, Allemagne
- 2005 The Pomegranate Orchard, « Le Verger des grenades » Galerie EIGEN + ART Berlin, Allemagne
- 2006 The Guardian of the Pearl' Shadow, « Le Gardien de l'ombre de la perle 2 » Galerie Sint-Lukas, Bruxelles, Belgique
- 2007 The Guardians of the Threshold, « Les Gardiens du Seuil »52. Biennale de Venise Think with the Senses - Feel with the Mind. Art in the present Tense, « Penser avec les sens - Sentir avec l'esprit. L'Art au présent simple », Pavillon Israélien, Venise, Italie
- 2008 Sommer Contemporary Art, Tel Aviv-Jaffa
- 2008 The Laboratory, « Le Laboratoire » Kunstverein Braunschweig, Allemagne
- 2008 Galerie EIGEN + ART, Frieze Art Fair, Londres, Grande-Bretagne
- 2009 The Clearing of the Unseen, « L'effacement de l'invisible », DA2 Domus Artium 2002, Salamanque, Espagne
- 2009 Galerie EIGEN + ART Leipzig, Allemagne
- 2009 Cosmic Voices, « Les Voix Cosmiques » Sommer Contemporary Art, Tel Aviv-Jaffa
- 2010 Hasipur (The Story), Herbert-Gerisch-Stiftung, Neumünster, Allemagne
- 2011 Galerie EIGEN + ART Leipzig, Allemagne
- 2013 Seven Winters, Israel Museum, Jerusalem